# Elezioni generali in Tanzania del 2020
Le elezioni generali in Tanzania del 2020 si sono tenute il 28 ottobre per l'elezione del Presidente e il rinnovo del Parlamento.

## Risultati

### Elezioni presidenziali
| John Magufuli            | Chama Cha Mapinduzi                                 | 12 516 252 | 84,40 |  |  |  |  |  |
| Tundu Lissu              | Partito della Democrazia e dello Sviluppo           | 1 933 271  | 13,04 |  |  |  |  |  |
| Bernard Kamillius Membe  | Alleanza per il Cambiamento e la Trasparenza        | 81 129     | 0,55  |  |  |  |  |  |
| Leopord Lucas Mahona     | Alleanza della Ricostruzione Nazionale              | 80 787     | 0,54  |  |  |  |  |  |
| Ibrahim Haruna Lipumba   | Fronte Unito Civico                                 | 72 885     | 0,49  |  |  |  |  |  |
| John Paul Shibuda        | Alleanza Democratica della Tanzania                 | 33 086     | 0,22  |  |  |  |  |  |
| Hashim Spunda Rungwe     | Chama cha Ukombozi wa Umma                          | 32 878     | 0,22  |  |  |  |  |  |
| Yeremia Kulwa Maganja    | Partito della Riforma e della Costruzione Nazionale | 19 969     | 0,13  |  |  |  |  |  |
| Muttamwega Bhatt Mgaywa  | Sauti ya Umma                                       | 14 922     | 0,10  |  |  |  |  |  |
| Cecilia Augustino Mwanga | Partito della Democrazia Attenta                    | 14 556     | 0,10  |  |  |  |  |  |
| Philipo John Fumbo       | Partito Democratico                                 | 8 283      | 0,06  |  |  |  |  |  |
| Queen Cuthbert Sendiga   | Alleanza per il Cambiamento Democratico             | 7 627      | 0,05  |  |  |  |  |  |
| Twalib Ibrahim Kadege    | Partito Democratico del Popolo Unito                | 6 194      | 0,04  |  |  |  |  |  |
| Seif Maalim Seif         | Partito dell'Alleanza per i Contadini Africani      | 4 635      | 0,03  |  |  |  |  |  |
| Khalfan Mohammed Mazrui  | Unione per la Democrazia Multipartitica             | 3 721      | 0,03  |  |  |  |  |  |
| Totale                   | Totale                                              | 14 830 195 | 100   |  |  |  |  |  |
|                          |                                                     |            |       |  |  |  |  |  |
| Voti non validi          | Voti non validi                                     | 261 755    | 1,73  |  |  |  |  |  |
| Votanti                  | Votanti                                             | 15 091 950 | 50,72 |  |  |  |  |  |
| Elettori                 | Elettori                                            | 29 754 699 |       |  |  |  |  |  |

### Elezioni parlamentari
| Liste                                               | Voti | % | Seggi |
| --------------------------------------------------- | ---- | - | ----- |
| Chama Cha Mapinduzi                                 |      |   |       |
| Partito della Democrazia e dello Sviluppo           |      |   |       |
| Fronte Unito Civico                                 |      |   |       |
| Alleanza per il Cambiamento e la Trasparenza        |      |   |       |
| Partito della Riforma e della Costruzione Nazionale |      |   |       |
| Altri                                               |      |   | -     |
| Totale                                              |      |   | 367   |